# Os de Bergman
L'os de Bergman (Ursus arctos piscator) és una suposada i probablement extinta subespècie d'os bru que va viure a la península de Kamchatka. L'os va ser identificat i nomenat pel zoòleg suec Sten Bergman el 1920.
Bergman va determinar que l'os era una subespècie separada després d'examinar un cuir (que tenia un pelatge molt diferent del d'altres ossos locals) i una sèrie de petjades que feien 22 cm × 15 cm, i, per tant, eren molt més grans que les dels altres ossos de Kamtxatka.
Hi ha els que creuen que la Guerra Freda podria haver ajudat al fet que la seva població es recuperés, donat que els militars soviètics van bloquejar l'accés a aquesta àrea durant aquesta època.
L'interès per l'os va recobrar un nou impuls a la dècada de 1960. El caçador Rodion Sivolobov va comentar informes dels nadius de Kamtxatka d'un os anormalment gran que ells denominen Irkuiem ('pantalons caiguts' a causa de l'aspecte de les seves potes posteriors), o el «Déu os», donada la seva mida gegant.
De mode general, avui dia es considera que aquesta suposada subespècie s'englobaria dins de l'os bru de Kamtxatka, que és, de fet, la varietat d'os bru més grossa d'Euràsia.